# Bez oduševljenja, molim!
Bez oduševljenja, molim! (engl. Curb Your Enthusiasm) je američka humoristična serija čiji je tvorac Larry David. On je i glavni glumac, scenarist i izvršni producent. U SAD-u se prikazivala na kabelskoj televiziji HBO, a u Hrvatskoj na HTV 2. David je seriji dao neobično ime želeći smanjiti očekivanja gledatelja nakon završetka megapopularne serije Seinfeld. 
Nakon završetka snimanja Seinfelda David snima 1999. za postaju HBO jednosatni mocumentary (dokumentarac s izmišljenom duhovitom radnjom) pod nazivom 'Larry David: Curb Your Enthusiasm'. Prvotno je zamišljeno da to bude jedina epizoda, ali zbog dobre prihvaćenosti ipak je krajem 2000. prikazana 1. epizoda serijala - "The Pants Tent".
Dosada je prikazano 70 epizoda serije - 7 sezona, svaka po 10 epizoda. U 2011. je završilo emitiranje posljednje, osme sezone koja je također imala 10 epizoda, ali radnja se nije odvijala u L.A.-u nego u New Yorku.

## Radnja
U seriji David glumi karikiranu verziju samoga sebe, poluumirovljenog scenarista Seinfelda koji je zaradio hrpu para i nema više ništa ozbiljno za raditi već upada u vrtlog nevjerojatnih i vrlo neugodnih društvenih situacija. Serija je specifična po tome što ne postoji striktni scenarij nego je radnja načelno poznata, a dijalozi su djelo i nadahnuće poznatih glumaca-komičara na setu. Također, serija se snima s danas vrlo popularnom "tehnikom jedne kamere", dakle sve je snimano s jednom ručnom kamerom. U seriji se pojavljuju mnogi poznati glumci koji najčešće glume, više ili manje karikirane, sami sebe -  Ted Danson, Richard Lewis, Bob Einstein i Mary Steenburgen, te Vivica A. Fox, John McEnroe, Lucy Lawless, Ben Stiller, Tia Carrere, Gina Gershon i mnogi drugi.
Iz serije je potekao i termin "Larry David moment" koji označava nenamjerno stvorenu i vrlo neugodnu društvenu situaciju. Neke teme iz Seinfelda se provlače i kroz ovu seriju, ali je David otišao korak dalje pa su brojne epizode obilježene kontroverzom i oko njih se digla prilična prašina. 

## Likovi
Larry David - neourotični, sitničavi, poluumirovljeni koautor Seinfelda koji se enormno obogatio i nema više što pametno raditi. Upada u nevjerojatno neugodne situacije u svojoj obitelji, sa svojim prijateljima i poznanicima i uopće s bilo kojim članom društva. Sprda se i preispituje sve društvene norme i tabue. Najčešće ima dobre namjere koje redovito završavaju totalnom katastrofom. Opsjednut svojom ćelavošću, zubima i uvjeren da škiljavim gledanjem može odgonetnuti da li netko laže. Sam Larry David je izjavio da bi bio isti fiktivni David kad ne bi imao nikakve socijalne inteligencije i osjećaja za druge.
Jeff Greene (Jeff Garlin) - simpatični debeljuco, najbolji Larryjev prijatelj i menadžer. Kompanjon u Larryjevim dogodovštinama u kojima i sam nerijetko nastrada. Njegova supruga Susie (izvrsna Susie Essmen) je neurotična i histerična, najblaže rečeno psovkama sklona žena koja ne može podnijeti Larryja i njegova prenemaganja. Supruga iz "milja" zove "fat fuck", a Larryja "bold ili four-eyed fuck".
Cheryl David (Cheryl Hines)- Larryjeva supruga i jedini glas razuma u Larryjevom životu koja pokušava ublažiti njegovu neurotičnost i uklopiti ga u koliko toliko normalne društvene okvire. Puno mlađa i zgodnija od Larryja mora se nositi s predrasudom da se udala za utjecajnog starca zbog para.
Richard Lewis i Ted Danson glume sami sebe s kojima Larry ima konstantne "nesporazume".
Shelley Berman glumi Larryjevog oca koji voli zapaliti joint, otići na masažu sa sretnim završetkom,a ženi zbog štednje ne ispiše pravilno nadgrobni spomenik.
Odlični J. B. Smoove glumi Leona Blacka, sterotipnog crnca koji zajedno sa svojom obitelji useljava kod Larryja.
Također, u seriji se često pojavljuju poznati glumci, sportaši, glazbenici koji najčešće glume sami sebe - Mel Brooks, Martin Scorsese, Ben Stiller, David Schwimmer, glumačka ekipa Seinfelda, Shaquille O'Neal i mnogi drugi.

## Nagrade
Serija je nominirana čak 34 puta za nagradu Emmy, ali ju je samo jedanput osvojila - za režiju.
Također, jedanput je osvojila i nagradu Zlatni globus - za najbolju komediju.

## Vanjske poveznice
- Službena stranica
- mojtv.hr